# Assassinos (filme)
Assassins (prt/bra: Assassinos) é um filme estadunidense de 1995, dirigido por Richard Donner e escrito pelas irmãs Lilly e Lana Wachowski. Tem como atores principais Sylvester Stallone, Antonio Banderas e Julianne Moore.

## Sinopse
Robert Rath é um assassino pago que quer se aposentar, assombrado pela memória de assassinar seu próprio mentor Nicolai anos atrás. Ele está em uma tarefa quando alguém chegar à 'marca' (alvo) antes que ele faça. Esse intruso acaba por ser Miguel Bain ( Antonio Banderas ), um companheiro assassino e um sociopata competitivo. Bain planeja matar Rath para se tornar o assassino número um.
Quando Rath tenta descobrir quem enviou Bain, o empreiteiro oferece-lhe um emprego lucrativo que poderia permitir-lhe se aposentar: matar um hacker de computador chamado Electra ( Julianne Moore ) e os quatro compradores holandeses de um disco de computador e recuperar o disco. A Electra criou câmeras CCTV e um mecanismo elaborado para mover remotamente itens entre salas no prédio onde ela se baseia.
Bain chega primeiro e mata os quatro compradores holandeses, que se tornam agentes da Interpol . Rath, entretanto, substitui Electra, e os dois escapam de Bain com o disco. Rath troca o disco por sua taxa, entregue a ele em uma maleta, que na verdade contém uma bomba colocada por seu próprio empreiteiro na tentativa de matá-lo. Electra então diz que ela trocou o disco, sem saber se Rath estava voltando. Rath exige uma taxa muito maior de seu contratado, desta vez para ser conectada a um banco.
O empreiteiro (que também é contratado por Bain) envia a Bain uma nova marca: Rath. Rath e Electra viajam para o banco, onde Rath identifica o hotel decrépito e abandonado que Bain usará como posto de atirador furtivo e planeja uma armadilha.
Após a aparente morte de Bain, Nicolai aparece, revelando que ele tinha tido um colete à prova de balas quando Rath o havia atirado há anos. Sabendo que Nicolai também o mataria, Bain revive e se junta a Rath ao matá-lo. Bain ainda planeja matar Rath e se tornar o número um. Electra coloca seus óculos de sol, permitindo que Rath veja Bain; Rath dispara através de sua jaqueta para matá-lo.

## Elenco
- Sylvester Stallone ...Robert Rath
- Antonio Banderas ... Miguel Bain
- Julianne Moore ... Electra
- Anatoli Davydov ... Nicolai Tashlinkov
- Muse Watson ... Ketcham
- Steve Kahan ... Alan Branch
- Kelly Rowan ... Jennifer
- Reed Diamond ... Bob